# Криванчиков, Николай Григорьевич
Николай Григорьевич Криванчиков (22 декабря 1926, Беднодемьяновск, Пензенская губерния — 19 февраля 1978, Севастополь) — советский поэт. Участник Великой Отечественной войны, морской офицер, военный журналист. Член Союза писателей СССР (1957).

## Биография
Родился 22 декабря 1926 года в Беднодемьяновске, ныне Спасск Пензенской области. Закончил школу и ФЗУ в Пензе. Работал токарем на заводе. Участник Великой Отечественной войны. После призыва в 1944 году — стрелок-радист авиации Балтийского флота. Воевал на Балтике, над Нарвой, на Чёрном море. Имеет боевые награды. Окончил Военно-морское минно-торпедное авиационное училище имени С. А. Леваневского в Николаеве. С 1949 года служил в авиации Черноморского флота. Окончил Военно-политическую академию (1957). На службе на Черномором флоте, корреспондент флотской газеты «Флаг Родины» (Севастополь). Член Союза писателей СССР (1957). Со 2 апреля 1958 года в отставке в звании капитан-лейтенанта, занимался творчеством. Скончался 19 февраля 1978 года в Севастополе.

## Творчество
Писал на русском языке. Дебютировал как поэт в 1944 году во флотской газете. Первый сборник «Летчики» издал в 1950 году. Стихи Криванчикова просвящены людям, которые в жестокой войне боролись за будущее для следующих поколений. На ряд его стихотворений написаны песни, в частности «Вечный огонь» (1958) и «В подводной тишине» (1961). Пьеса по его поэме «Севастопольская песня» неоднократно шла на сцене Севастопольского русского драматического театра им. А. Луначарского с Юрием Максимовым в главной роли.
О творчестве Криванчикова писали поэты Сергей Наровчатов, Константин Симонов, Николай Грибачев, Николай Нагнибеда, Алексей Леонов и Георгий Шонин.

### Сочинения[2]
- Летчики, 1950;
- Орлиный край, 1953;
- Стихи о небе и море, 1955;
- Дорога к звёздам, 1962;
- Сердце нараспашку, 1963;

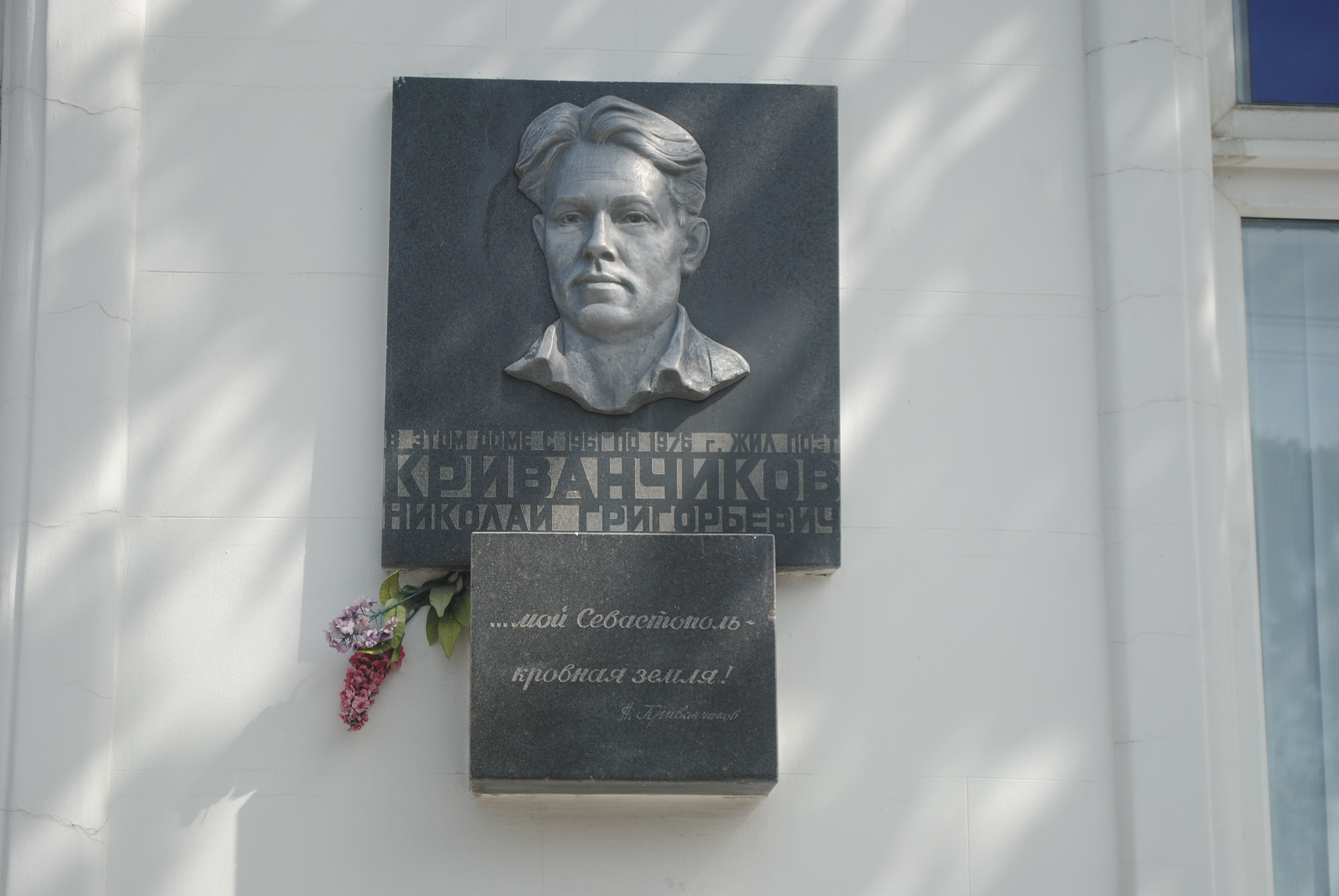
Мемориальная доска, скульптор Чиж С. А. Севастополь, проспект Нахимова, 1

- Севастопольская поэма (в соавторстве с Б. Шейниным), 1964;
- Время, 1965;
- Шторм и штиль, 1968;
- Броня и сирень, 1968;
- Голос корабельного гудка, 1973;
- От полюса к полюсу, 1976;
- Пятый лепесток сирены, 1978;
- Путь в высоту, 1986.

## Награды
Медаль «За победу над Германией в Великой Отечественной войне 1941—1945 гг.» (09.05.1945), Медаль «За боевые заслуги» (30.04.1954).

## Семья
- Сын — Валерий Николаевич Криванчиков, морской офицер.

## Память
Памятник на могиле поэта выполнен в виде раскрытой книги.
О творчестве Н. Г. Криванчикова ряд статей опубликовал краевед В. П. Саунин. Улица Конная в городе Спасск (Пензенская область), где жил Николай Григорьевич в 1996 году была переименована в улицу Криванчикова.
На доме в Севастополе по адресу проспект Нахимова, 1 где 1961—1978 годах жил Н. Г. Криванчиков, установлена мемориальная доска (1996, скульптор С. А. Чиж).